# Vagón cisterna
Un vagón cisterna o vagón tanque es un vagón destinado al transporte a granel de productos líquidos o gaseosos. 
Los primeros vagones cisterna fueron utilizados a fines del siglo XIX, para el transporte de petróleo a granel. La disminución en el costo de los fletes tras la introducción de los vagones cisterna derivó en el incremento de la productividad y rentabilidad de las empresas petroleras. Antes de la introducción de los vagones cisternas, el petróleo se transportaba en barriles de madera, dentro de vagones cerrados. El costo de la madera necesaria para construir el barril era mayor que el del petróleo que almacenaba.
Cada tipo de vagón cisterna está asignado al transporte de una mercancía específica.